# Heinrich Bachmann
Heinrich Bachmann, noto in Italia anche come Enrico Bachmann, Bachmann I o Backmann (Turbenthal, 30 ottobre 1888 – Ventimiglia, 4 novembre 1980), è stato un calciatore e allenatore di calcio svizzero.

## Biografia
Visse gli ultimi anni della sua vita a Ventimiglia, città dove morì nel 1980, a 92 anni.

## Caratteristiche tecniche

### Giocatore
Giocava come centromediano. Era abile tecnicamente, dotato di buon controllo di palla e precisione nei passaggi: le sue capacità lo rendevano egualmente utile all'attacco e alla difesa. Aveva anche affinate doti fisiche: grazie alla sua elevazione poteva colpire bene di testa. La sua resistenza e la forza fisica gli consentivano di marcare efficacemente gli avversari, che fermava con interventi energici, che gli costarono più volte infortuni di varia entità.

## Carriera

### Giocatore
Secondo alcune fonti giunse a Torino sin dal 1907, quando il presidente del FBC Torino, l'industriale svizzero Dick, gli offrì un lavoro da operaio in una fabbrica per motori d'auto e d'aereo. Repertori statistici indicano comunque che fu giocatore del Winterthur dalla stagione 1907-1908 fino al 1910, anno in cui la squadra elvetica vinse il campionato nazionale.
Bachmann esordì con la maglia del Torino il 9 gennaio 1910, contro l'US Milanese. Il 18 dicembre di quello stesso anno realizzò il primo gol, contro l'Internazionale. Dal 1910 al 1912 giocò insieme a lui al Torino anche il fratello minore, Adolfo (che era pertanto conosciuto come Bachmann II). La prima stagione di Heinrich Bachmann al Torino si concluse con 7 presenze e nessuna rete in Prima Categoria; la seconda lo vide scendere in campo per 15 volte, con 4 reti (di cui 2 su calcio di rigore). Nel campionato 1911 giocò 14 gare, senza segnare; nel maggio 1912 giocò due amichevoli nel Milan, entrambe contro l'Union Saint-Gilloise. Dalla stagione 1912-1913 fu capitano del Torino, mantenendo questo ruolo fino alla stagione 1915-1916; il Torino fu poi inattivo sino al 1919, e Bachmann trovò sistemazione all'Internazionale, ove giocò la stagione 1918-1919. Tornato al Torino, continuò a esserne il capitano fino al suo ritiro; la sua ultima gara fu Pisa-Torino del 27 gennaio 1924. Affermò di non aver mai voluto ricevere alcun compenso per le partite giocate con la squadra granata, di cui fu a lungo capitano.

### Allenatore
Allenò il Torino nella stagione 1925-1926, durante la quale subentrò allo scozzese Peter Farmer. Occupò vari incarichi nello staff torinista, diventando anche presidente onorario dell'Associazione degli ex calciatori granata.
In seguito fu allenatore dell'Alessandria, in Serie A, nella seconda parte della stagione 1932-1933, sostituendo Ferenc Molnár assentatosi con il permesso della società per problemi familiari, per poi passare alla guida del Siena.

## Palmarès

### Giocatore

#### Club

##### Competizioni nazionali
- Campionato svizzero: 1

Winterthur: 1907-1908

### Allenatore

#### Club

##### Competizioni nazionali
- Prima Divisione: 1

Siena: 1934-1935